# John Crab (Pirat)
John Crab (auch Crabb oder Crabbe) (* um 1280; † um 1352) war ein holländischer Kaufmann und Pirat, der später in Schottland und dann in England lebte. Er gilt als gutes Beispiel für die Kaufleute seiner Zeit, die nicht nur Handel trieben, sondern selbst auch als Piraten tätig waren. Dazu gilt er auch als bedeutender Militäringenieur seiner Zeit.

## Herkunft, Piraterie und Dienst für Schottland
Crab stammte vermutlich aus Muiden in Holland. Er war Kaufmann, doch spätestens ab 1306 betätigte er sich auch als Pirat, als während des Ersten Schottischen Unabhängigkeitskriegs flämische Freibeuter englische Handelsschiffe überfielen. Zu Crabs Mannschaft gehörte auch sein Neffe Crabbekyn. Der englische König Eduard II. beschwerte sich mehrfach über Crabs Angriffe bei Graf Robert III. von Flandern. Dieser duldete jedoch die Piraterie, verzieh ihm sogar einen Mord und nutzte die Beute, um 1315 die Folgen einer Hungersnot zu mildern. Nach 1310 verlegte Crab seinen Stützpunkt offensichtlich ins schottische Aberdeen, während schottische und flämische Verbündete von ihm seine Beute in den Niederlanden verkauften. Als die Schotten 1318 Berwick eroberten, siedelte Crab mit seiner Familie in diese Stadt um. Er organisierte die Verteidigung der Stadt, die 1319 einer englischen Belagerung widerstand. Dabei soll Crab ein Katapult gebaut haben, mit dem er mit dem dritten Schuss eine englische Belagerungsmaschine zerstören konnte. 1327 unterstützte er mit einer Belagerungsmaschine die letztlich erfolglose Belagerung von Norham Castle. Aufgrund seiner Dienste und wegen seiner Abgaben an die schottische Krone wurde Crab auch seine fortgesetzte Piraterie verziehen. 1331 diente er als Kommandant von Berwick.

## Wechsel auf die englische Seite
Als zu Beginn des Zweiten Schottischen Unabhängigkeitskriegs die sogenannten Enterbten unter Edward Balliol 1332 in Schottland einfielen, wollte Crab mit zehn Schiffen Balliol in Perth blockieren. Als ein englisches Geschwader erschien, konnte Crab zunächst das Schiff von Henry de Beaumont erobern. Dann drehte jedoch der Wind, und die Engländer konnten seine Schiffe verbrennen. Crab konnte sich an Land retten und musste zu Fuß flüchten. Diese Niederlage führte mit dazu, dass die Schotten die Belagerung von Perth aufgaben. Im November oder Dezember 1332 wurde Crab zusammen mit Sir Andrew Moray von Walter Mauny bei Roxburgh gefangen genommen, als sie Edward Balliol eine Falle stellen wollten. Während das englische Parlament seine Verurteilung und Bestrafung forderte, wurde der englische König Eduard III. von seinen Ratgebern überzeugt, dass Crab mit seinen Kenntnissen und Fähigkeiten den Engländern gute Dienste leisten könnte. Der König kaufte Mauny für 1000 Mark den Gefangenen ab. Daraufhin wechselte Crab die Seiten und leitete 1333 die englische Belagerung von Berwick. Dank seiner Kenntnisse der Verteidigungsanlagen konnten die Engländer die Stadt erfolgreich belagern, die sich nach der Schlacht von Halidon Hill schließlich ergab. Die Bürger der Stadt hatten zuvor Crabs Sohn ermordet. Dieses Verbrechen sowie die Tatsache, dass die Schotten ihn nicht aus der Gefangenschaft ausgelöst hatten, machten Crab zu einem entschlossenen Unterstützer der Engländer. Eduard III. schenkte ihm Grundbesitz bei Berwick, den Crab jedoch verkaufte, als er 1334 zum lebenslänglichen Kommandanten von Somerton Castle in Lincolnshire ernannt wurde. In den nächsten Jahren unterstützte er die englischen Armeen durch die Stellung von Schiffen, den Bau von Belagerungsmaschinen und die Rekrutierung von Soldaten. Im Februar und März 1335 stellte er in Nordostengland eine Flotte auf. Im selben Jahr nahm er an dem englischen Feldzug nach Schottland und 1337 an der Belagerung von Dunbar teil. Er verstärkte die Befestigungen von Berwick und eskortierte 1339 mit seinen Schiffen englische Frachtschiffe, die Wolle zum Verkauf in die Niederlande transportierten. Die Seeschlacht von Sluis 1340 war vermutlich die letzte militärische Aktion, an der er teilnahm. Er stand jedoch bis zu seinem Tod weiterhin im Dienst des Königs, baute dessen Burgen weiter aus und baute Belagerungsmaschinen.